# Powell’s Books

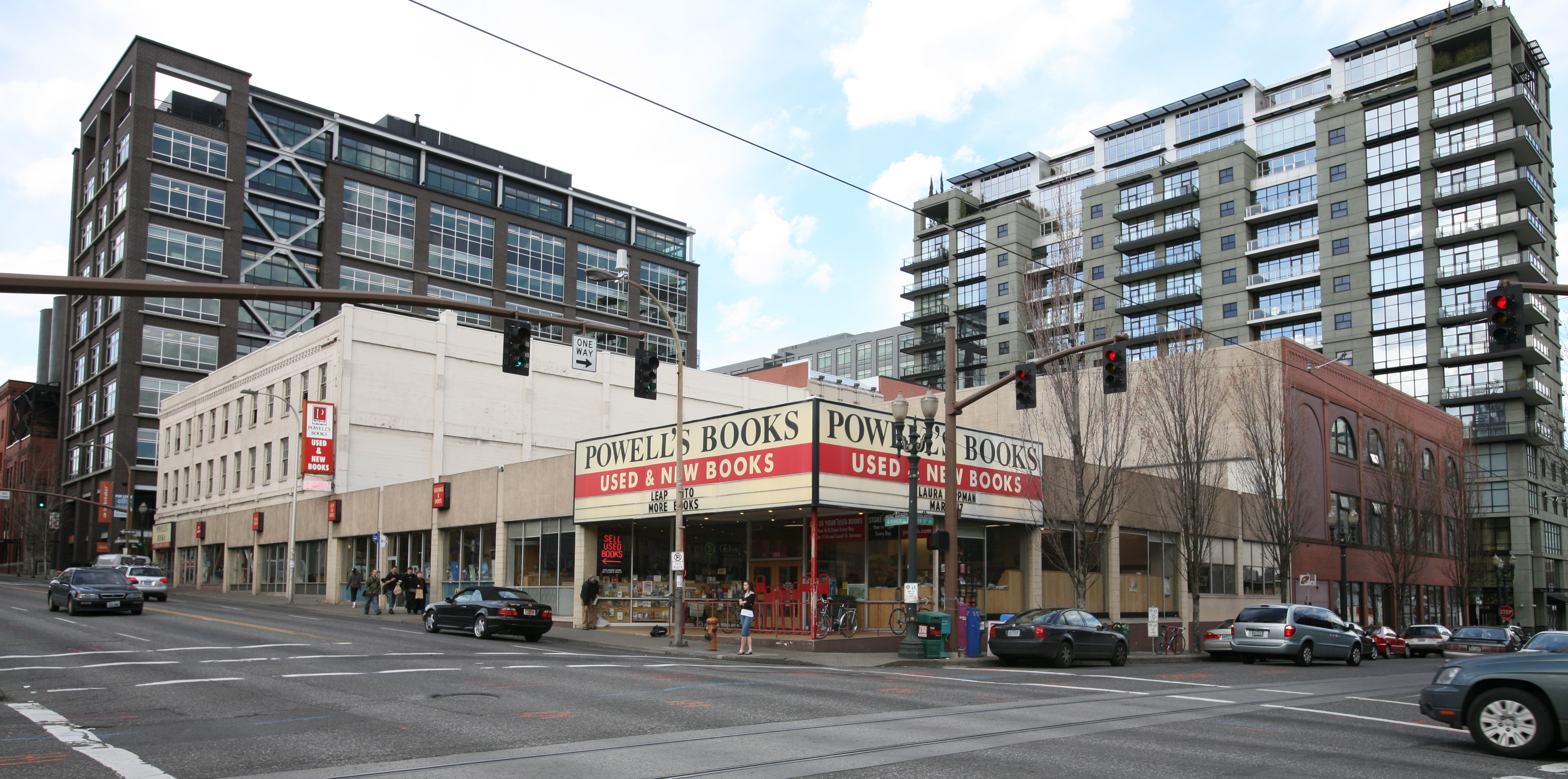
Powell’s City of Books w Portlandzie

Powell’s Books – sieć księgarni w aglomeracji Portlandu, w stanie Oregon, w Stanach Zjednoczonych.
Przedstawiciele firmy twierdzą, że główna księgarnia Powell’s City of Books, która zajmuje 6300 m², jest największą na świecie księgarnią z książkami używanymi i nowymi (placówka mieści blisko 1 mln pozycji). W październiku 2010 roku w pobliżu otwarto księgarnię techniczną.